# Diakonissen- und Krankenhaus Bethanien

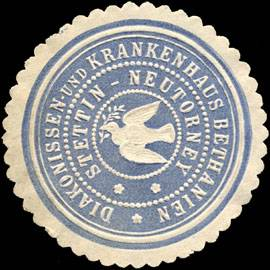
Siegelmarke Diakonissen- und Krankenhaus Bethanien

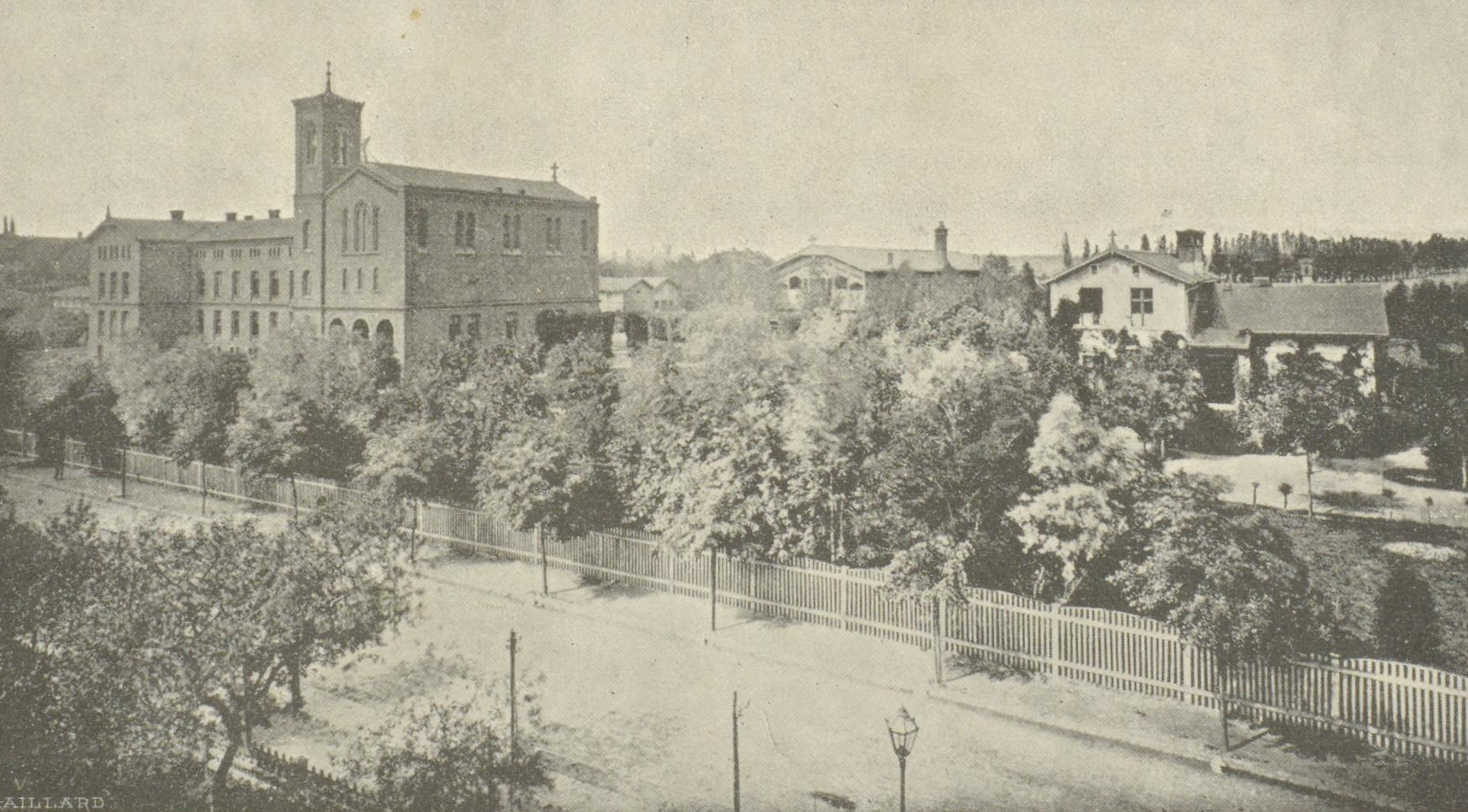
Bethanien 1893

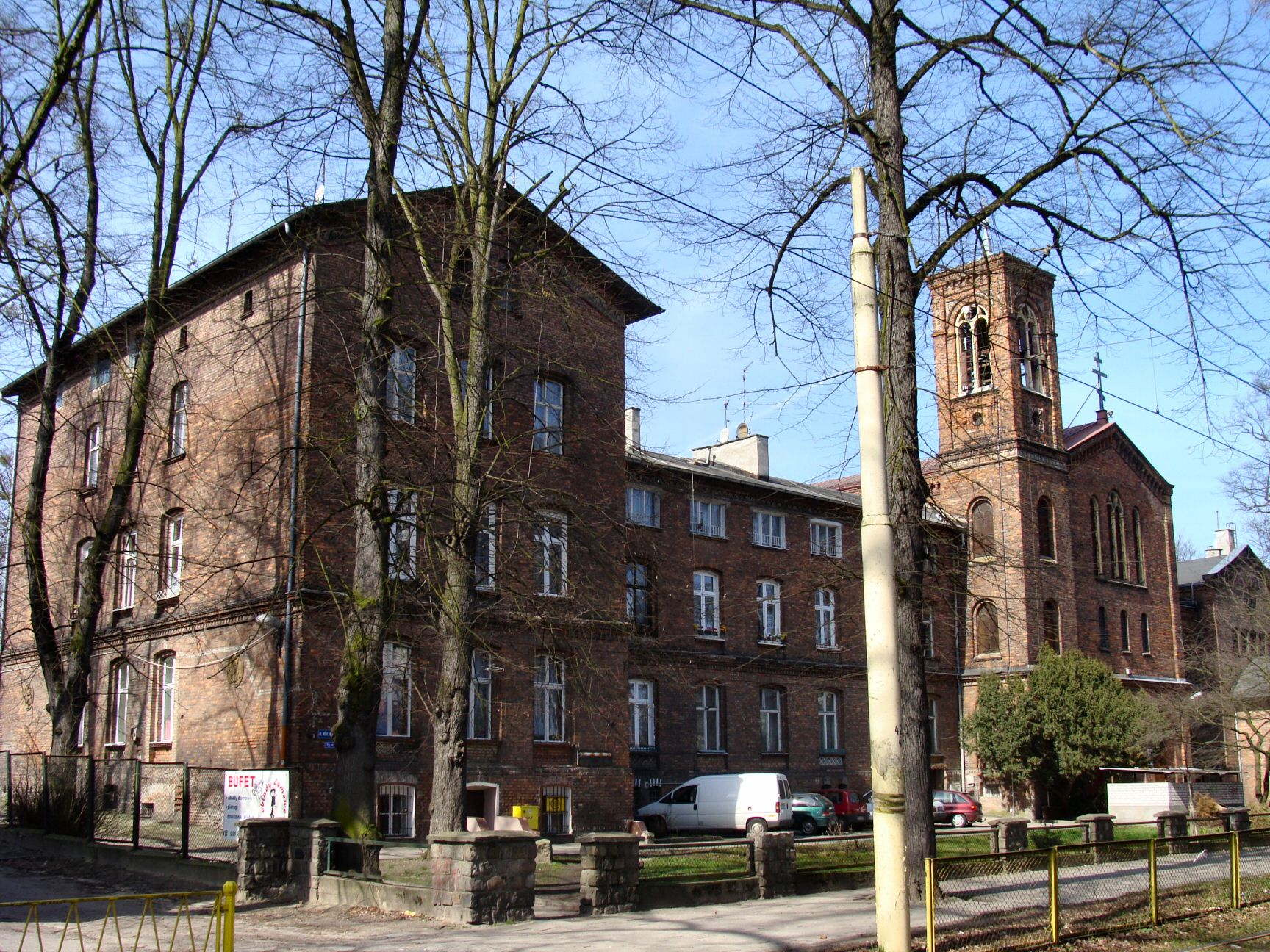
Hauptgebäude

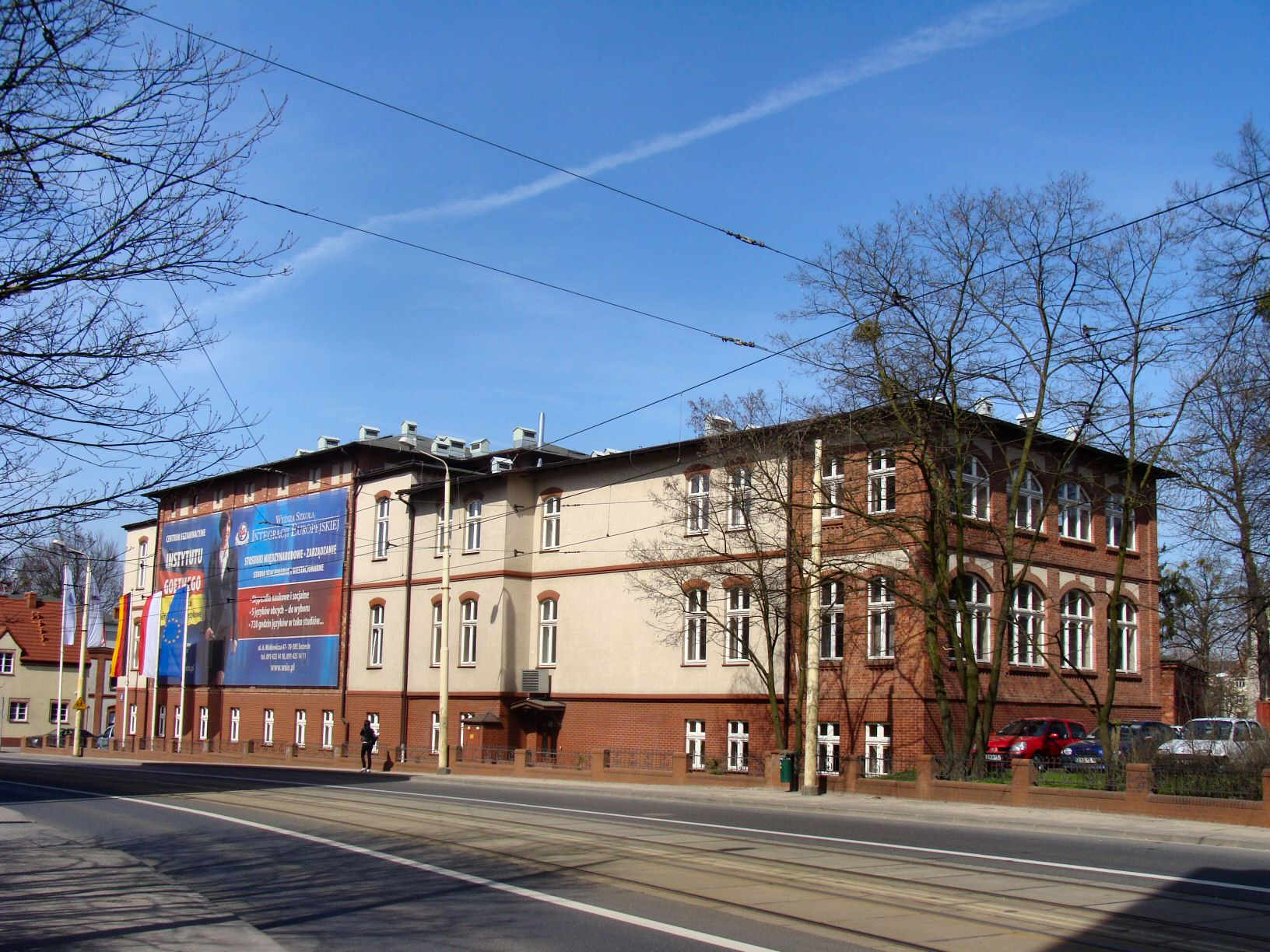
Ehemalige Frauenstation, heute Europaschule

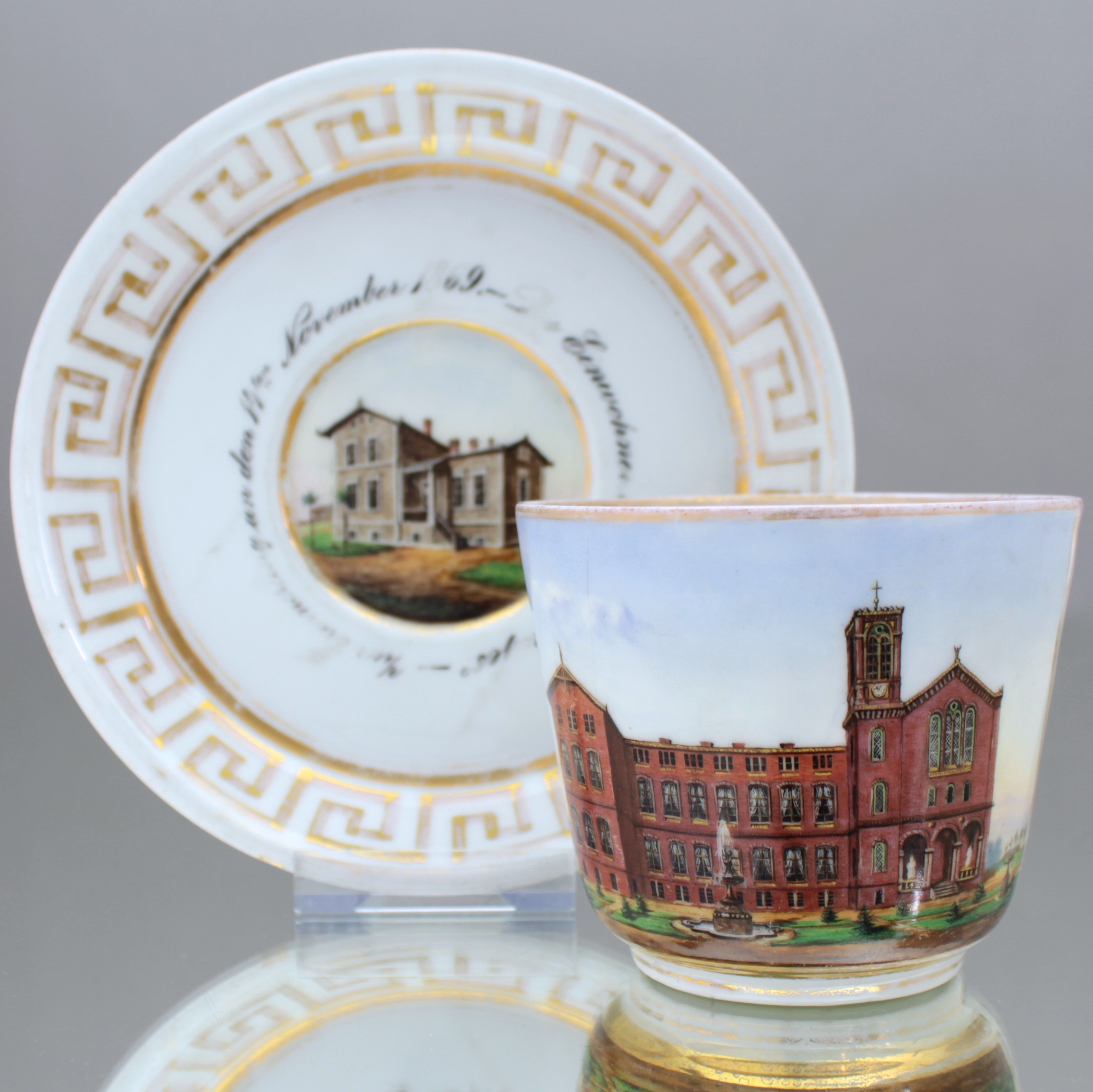
Erinnerungstasse, Diakonissenhaus Bethanien, Stettin, 1869

Das Diakonissen- und Krankenhaus Bethanien war eine von 1869 bis 1945 bestehende Diakonissenanstalt in Stettin. Von 1945 bis 1992 dienten die meisten Gebäude in dem weitläufigen Gelände als sowjetisches Militärkrankenhaus. Heute steht der Komplex unter Denkmalschutz und wird unterschiedlich genutzt.

## Name
Der Name dieser Diakonissenanstalt rührt von dem Ort Bethanien her, wo der lepröse Simon von Bethanien lebte, weshalb der Ort als Stätte der Krankenpflege assoziiert wird, wo auch Jesus von Nazareth als Simons Gast unterkam (Markusevangelium 14:3–10). Diese Bezeichnung folgt der protestantischen Tradition neu errichtete Kirchen, religiös motivierte Stiftungen wie andere Einrichtungen nach Ereignissen und Wirkungsstätten im Leben Jesu zu benennen.

## Geschichte
1866 errichtete der 1849 gegründete Verein für Innere Mission in Pommern in Neu-Torney (heute Turzyn) den nach seiner Stifterin Ernestine Krüger benannten Ernestinenhof (heute ul. Wawrzyniaka 8) auf einem Grundstück, das Johannes Quistorp zur Verfügung stellte. Die Einrichtung sollte Dienstmädchen Schutz und Unterkommen geben. Hinzu kamen eine Kleinkinderschule, ein Mägdebildungsschule und ein Wirtschaftspensionat. Emma Linden, eine Diakonisse der Kaiserswerther Diakonie übernahm die Leitung, und es bestand der Plan, ein Diakonissen- und Krankenhaus anzugliedern.
Dieser Plan konnte 1869 verwirklicht werden. Nach zahlreichen anderen Stiftungen stattete Johannes Quistorp die zu gründende Anstalt 1869 mit einem Grundstück von 20 Morgen und einem darauf im Bau befindlichen Hauptgebäude aus. Am 13. Oktober 1869 zogen die ersten sieben Diakonissen in das neuerrichtete Haus, und am 1. Advent, dem 28. November 1869, konnte der pommersche Generalsuperintendent Albert Sigismund Jaspis die Einweihung vornehmen. Das neu errichtete Mutterhaus an der Alleestraße (heute ul. Wawrzyniaka 7d – 7g), das erst 1871 vollständig fertig war, hatte Platz für 40 Schwestern, Schwesternsaal, Kapelle und zunächst 40 Kranke. Die Kapelle, die 400 Gottesdienstbesucher fasste, diente zugleich als Pfarrkirche für den sich rasant entwickelnden Stadtteil Neu Torney-Westend. Das Pfarrhaus entstand zeitgleich mit dem Hauptgebäude.
1873 erhielt die Anstalt durch königlichen Erlass den Status einer Körperschaft, worauf Johannes Quistorp ihr die Liegenschaften durch ein Schenkungsurkunde überschrieb und noch mehrere Freibetten dazustiftete. 1883 erhielt Bethanien die Parochialrechte. Es wurde geleitet durch den Anstaltsgeistlichen als Vorsteher und die Oberin, die beide dem durch Personen aus ganz Pommern gebildeten Vorstand verantwortlich waren. Dazu gehörten unter anderen Carl Reinhold von Krassow, Generalleutnant von Heydebreck, die Generalsuperintendenten Albert Sigismund Jaspis, Heinrich Poetter und Johannes Büchsel sowie Georg von Eisenhart-Rothe und Johannes Sarnow.
Erster Stiftspastor wurde Friedrich Adolf Bramesfeld aus Westfalen, erste Oberin Emma Linden und erster Chefarzt Kugler, ihm folgte von 1872 bis zu seinem frühen Tod 1886 Emil Maske. Pastor Julius Brandt und Oberin Philippine Mangelsdorff leiteten Bethanien ab 1871 38 Jahre lang gemeinsam. Die Arbeit wuchs ständig. Auf dem Gelände zwischen der Alleestraße und der Kreckower Straße (heute ul. Mickiewicza) wurden weitere Häuser gebaut, zuerst die große Männerbaracke im Deutsch-Französischen Krieg 1871. 1882 entstand das Frauen- und Kinderhaus links vom Haupthaus. 1879 wurde das Gelände durch den Zukauf der Quistorpschen Gärtnerei vergrößert, wo eine Isolierstation errichtet wurde. Die frühere Wagenremise wurde zur zweiten Herrenstation umgebaut. Nach einem Brand 1888 wurde das Dachgeschoss des Haupthauses zu Schwesternräumen ausgebaut. 1891 entstand eine zentrale Dampfwaschküche, und 1893 ein neues Operationsgebäude. Die meist aus Backstein errichteten Gebäude verteilten sich im Pavillonstil in dem weiten Gelände.

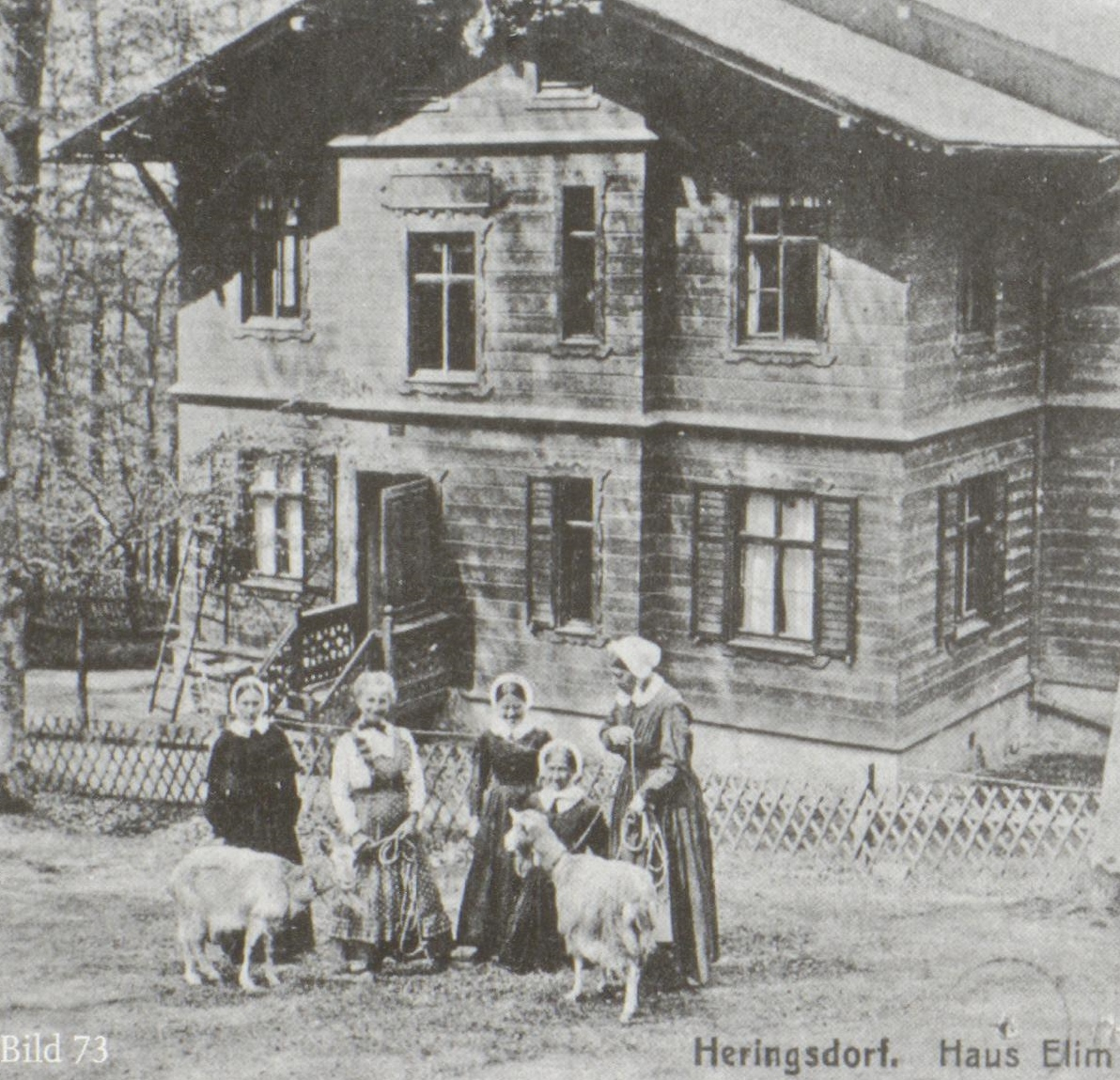
Haus Elim zu Anfang des 20. Jahrhunderts

1893 erhielten die Schwestern auf einem von Ludwig Delbrück geschenkten Grundstück ein Erholungsheim in Heringsdorf, das Haus Elim. 1904 konnte das Haupthaus um einen Flügel, der als Feierabendhaus diente, erweitert werden, gleichzeitig entstand eine Diele, und die Kapelle wurde erweitert.

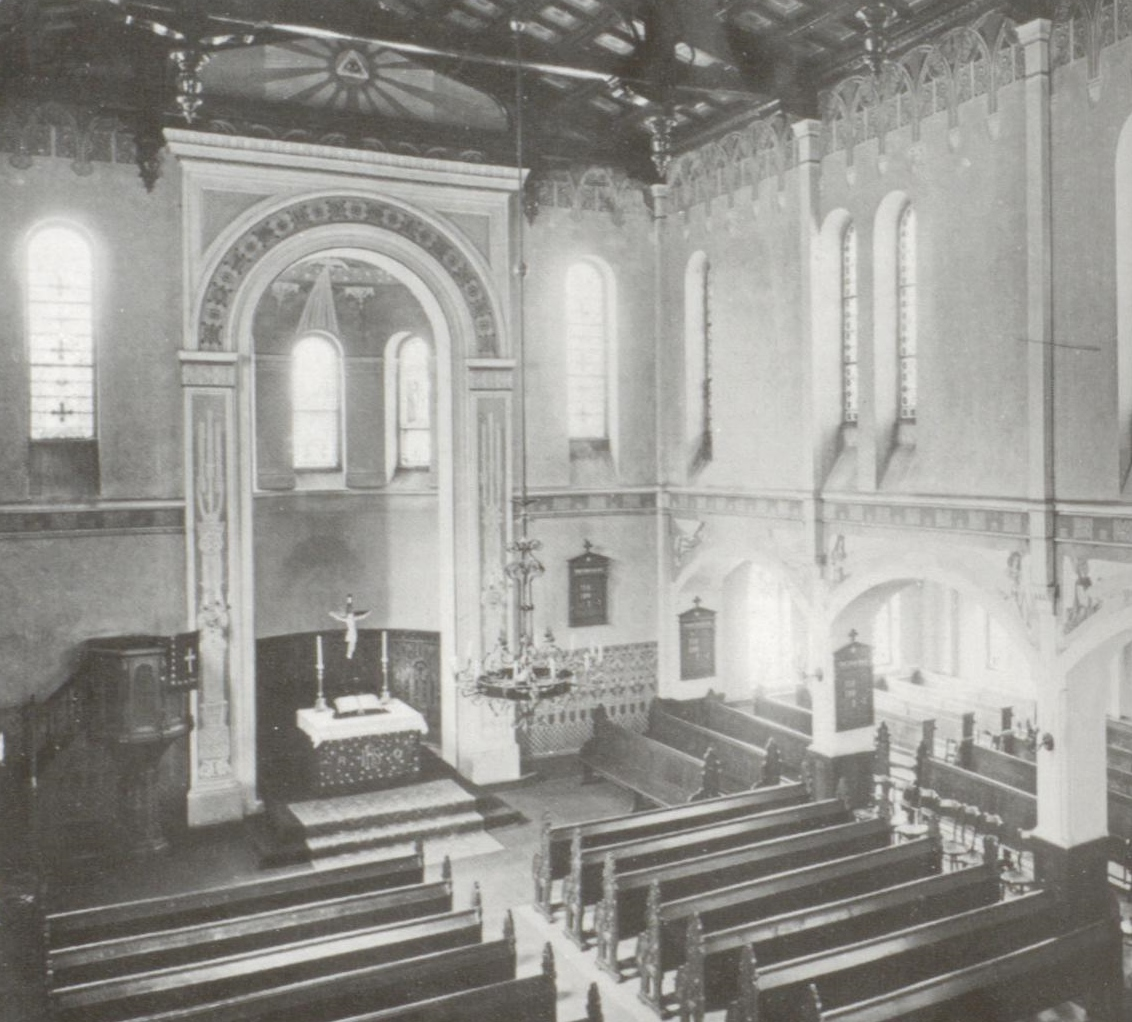
Inneres der Kapelle nach 1904

1893 wurden 1818 Kranke an 54.245 Pflegetagen versorgt. In ganz Pommern und darüber hinaus entstanden Arbeitsfelder, und 1893 wirkten 250 Diakonissen in Bethanien und an 70 verschiedenen Stationen, vor allem als Gemeindeschwestern, in der gesamten Provinz Pommern, in der Provinz Westpreußen und in beiden Mecklenburg. Bis 1919 wurden es 113 Einsatzorte, an denen 362 Schwestern tätig waren. Die mit 20 Schwestern größte Gruppe außerhalb des Mutterhauses arbeitete an der Universitätsklinik in Greifswald.
1911 hatte Bethanien 450 Schwestern. Nach dem Ersten Weltkrieg nahm das zuvor rasche Wachstum der Schwesternschaft ab. 1919 waren es 428, 1929 460 und 1932 437 Schwestern.
Das Krankenhaus wuchs bis auf 220 Betten. Im Ersten Weltkrieg diente die Große Männerbaracke wieder als Lazarett, in dem bis 1919 fast 4000 verwundete und kranke Soldaten gepflegt wurden. 1918 wurden 2479 zivile Patienten versorgt. 1917 ermöglichte Martin Quistorp der Schwesternschaft den Erwerb einer Erholungsstätte in den Bergen bei Oberschreiberhau (heute Szklarska Poręba) im Riesengebirge, die Haus am Rabenstein genannt wurde.
Am 1. Oktober 1919 erwarb Bethanien das angrenzende Unterhaltungslokal Tivoli bzw. Gesellschaftshaus Charlottental. Es wurde nach kompletten Abriss und Neubau bis 1928 Seminar und Bildungshaus. 1929 wurde vor dem Haupthaus (an der heutigen ul. Wawrzyniaka) eine Marmorbüste von Martin Quistorp aufgestellt, der ebenso wie sein Vater die Diakonissenkrankenhaus gefördert hatte und hier am 6. Juni 1929 verstarb.
In der Zeit des Nationalsozialismus gab es auf breiter Front eine Verdrängungsstrategie gegen Einrichtungen der Inneren Mission in Pommern. Das vom Diakonissenhaus getragene und auf der anderen Seite der Alleestraße benachbarte Lyceum Freidenhof wurde 1937 auf Betreiben des Schulrats geschlossen. Es gab zunehmenden Druck der Behörden, braune Schwestern der NSV an Stelle der Diakonissen zu beschäftigen. Anfang April 1938 wurden alle Verträge, mit denen Diakonissen in Rotkreuz-Kindertagesstätten und Pflegestationen tätig waren, gekündigt.
Als gegen Ende des Zweiten Weltkriegs im April 1945 die Front auf Stettin zurückte, wurde das Krankenhaus evakuiert. Ca. 80 Diakonissen starben, als sie beim Versuch, die Oder zu überqueren, in sowjetisches Feuer gerieten.

## Nach 1945
Nach der Eroberung Stettins am 26. April 1945 durch die Rote Armee beschlagnahmte die sowjetische Militäradministration das gesamte Gelände. Sie behielt es auch, als sie Stettin am 5. Juli 1945 an Polen übergab, und richtete in den meisten Gebäuden ein Militärkrankenhaus ein, das bis 1992 bestand.
In Haus 7 wurde eine deutsche Schule eingerichtet, die hier bis 1951 bestand. Im Haus 8, der ehemaligen Männerstation, eröffnete 1949 das Kulturhaus für die in Stettin verbliebenen Deutschen. Nach der Übergabe dieses Teils des Geländes von der sowjetischen Militäradministration an die polnischen Stadtverwaltung schloss diese zunächst das Kulturhaus. Am 25. April 1953 konnte es jedoch, nun unter der Verantwortung der polnischen Gewerkschaft, als Kulturhaus der Gewerkschaften Deutsch-Polnische Freundschaft wiedereröffnet werden. Neben einer großen Bibliothek gab es hier polnische Sprachkurse und Gruppen für Laienspiel, Gesang, Musik, Tanz, Schach, Fußball, Tischtennis und Gymnastik. Nach der Ausreisewelle 1957, bei der über die Hälfte der noch in Stettin lebenden Deutschen nach Deutschland ausreisten, wurde es weniger und auch von anderen Volksgruppen genutzt und 1964 geschlossen.
Nach dem Abzug des sowjetischen Militärs 1992 entwickelten sich unterschiedliche Nutzungen und Eigentumsverhältnisse. Derzeit werden die Gebäude genutzt von der Schule der europäischen Integration, der Universität Stettin, dem Studentischen Kulturzentrum Kontraste, privaten Grundschulen und dem Garnisons-Klub.
Die überlebenden Diakonissen waren 1945 nach Vorpommern gekommen und fanden hier neue Aufgaben im Bugenhagenstift in Quistorps Heimatort Ducherow, in Züssow, wo eine neue diakonische Einrichtung entstand, und in der Johanna-Odebrecht-Stiftung in Greifswald. Dort wurde 1947 ein Krankenhaus Bethanien eingerichtet, das bis 1988 zum Diakoniewerk in Ducherow gehörte. Einige Schwestern fanden im Evangelischen Johannesstift Berlin einen neuen Wirkungskreis.
Ducherow wurde der Sitz der Diakonissenanstalt Bethanien, bis diese 1980 zusammen mit dem Bugenhagenstift im Evangelischen Diakoniewerk Bethanien Ducherow aufging. Heute betreibt das „Evangelische Diakoniewerk Bethanien Ducherow“ Wohnheime für Menschen mit Behinderung in Ducherow, Werkstätten für behinderte Menschen in Ducherow, Anklam, Heringsdorf und Zirchow, sowie ein Seniorenheim in Ducherow. Das ehemalige Erholungsheim der Diakonissen Haus Elim in Heringsdorf, das von 1945 bis 2002 als Altenheim diente, wurde bis 2016 als Einrichtung des Betreuten Wohnens für Menschen mit psychischer Erkrankung in Trägerschaft des Ev. Diakoniewerks Bethanien Ducherow genutzt. Nach längerem Leerstand wurde es 2021 veräußert, da sich eine Weiternutzung dieses denkmalgeschützten Gebäudes für diakonische Arbeitsfelder als schwierig erwies.

## Personen

### Oberinnen
- 1869–1873 Emma Linden
- 1873–1910 Philippine Mangelsdorff (* 21. Juli 1831 in Prenzlau; † 15. April 1910 in Stettin)
- 1910–1930 Valesca von Unruh
- 1930–1954 Jutta Poetter (* 11. Juli 1881; † 23. März 1969 in Ducherow)

ab 1945 in Ducherow
- 1954–1965 Christel Wentzlaff
- 1965–1970 Elisabeth Rehfeld (vertretungsweise)
- 1970–1979 Käthe Glöckner
- 1979–1983 Ruth Kiene

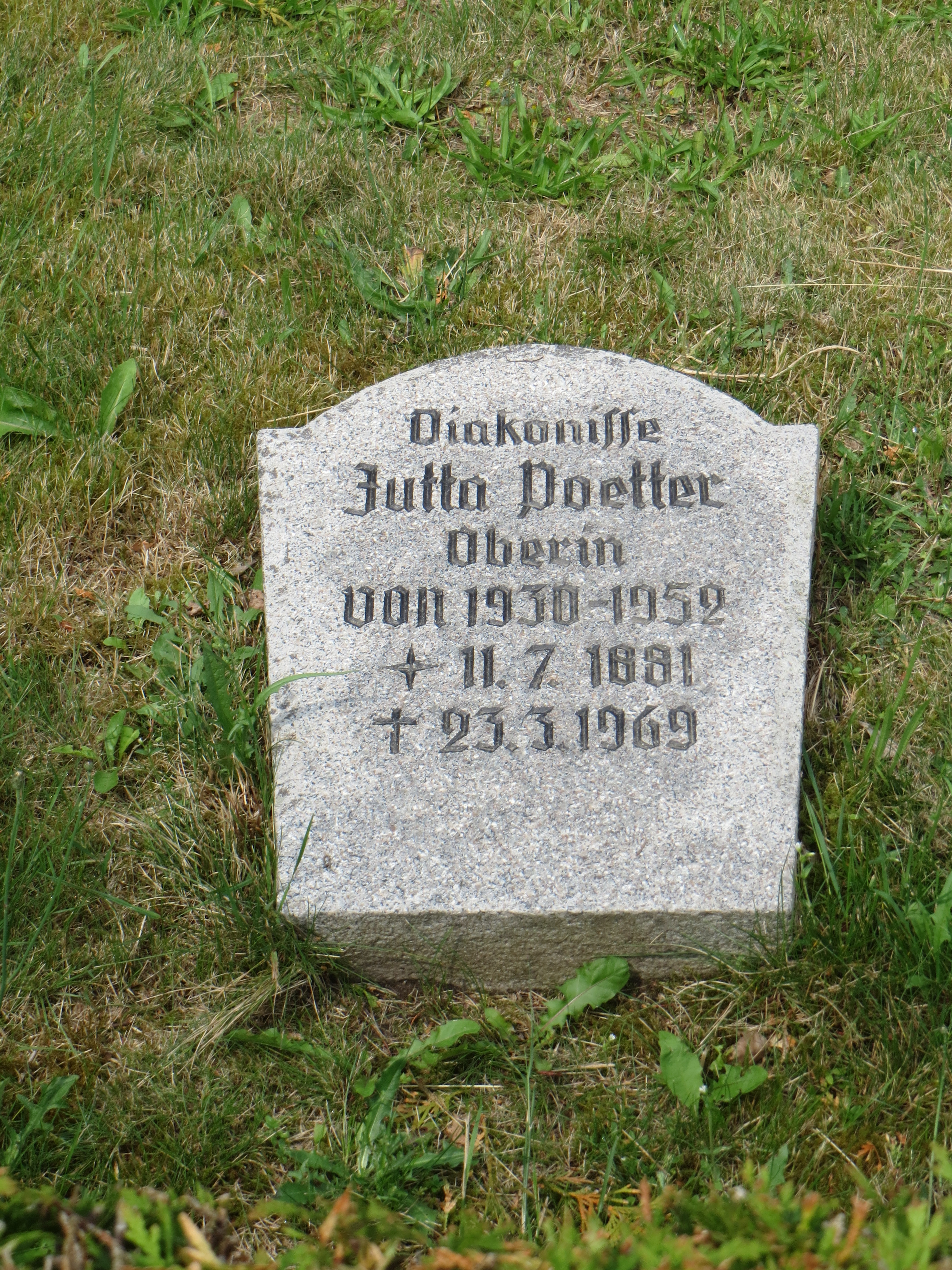
Grab der Oberin Jutta Poetter in Ducherow
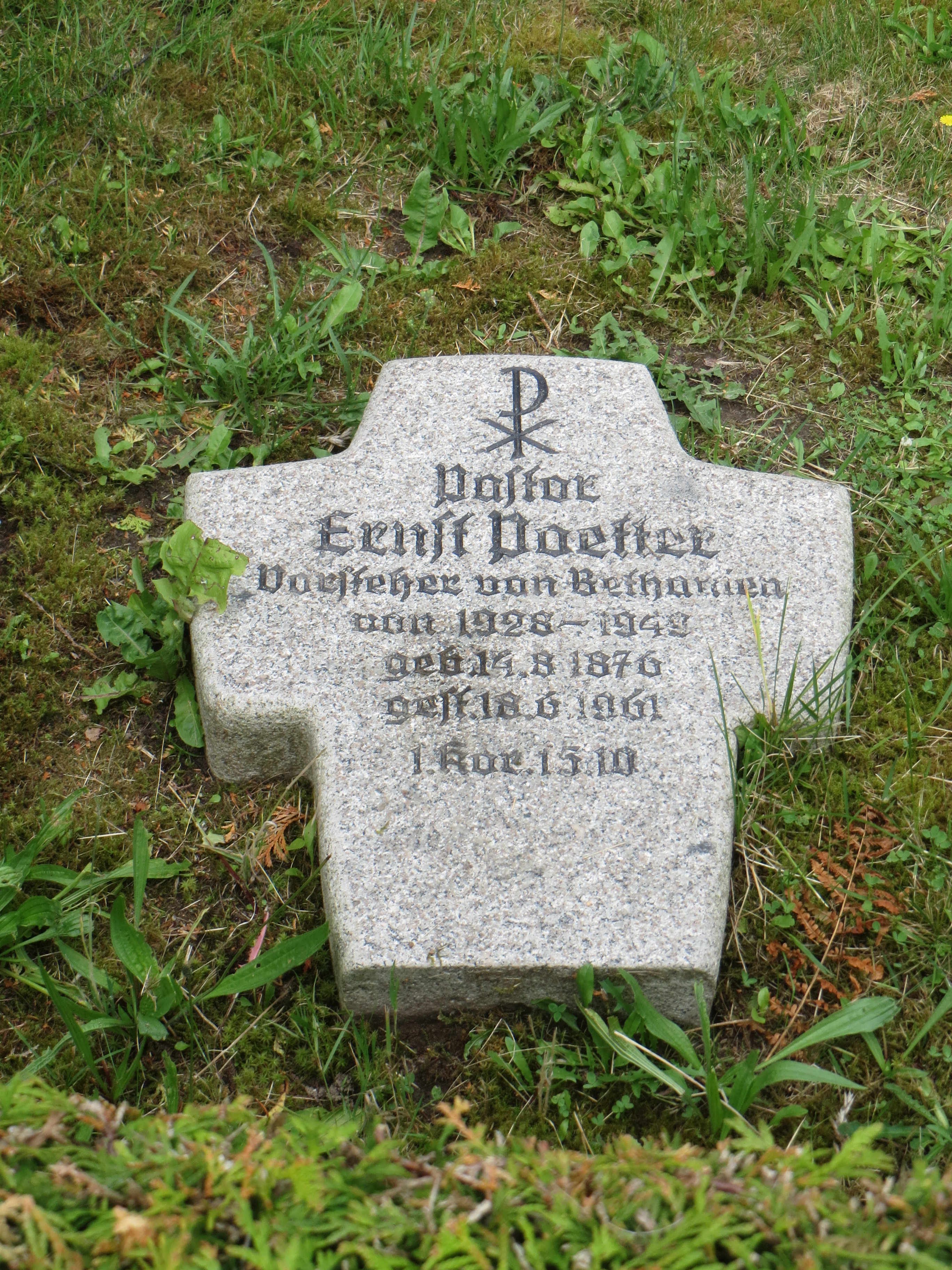
Grab des Vorstehers Ernst Poetter in Ducherow

### Vorsteher
- 1869–1871 Friedrich Adolf Bramesfeld (* 3. Mai 1833 in Elberfeld; † 25. Dezember 1903 in Münster)
- 1871–1909 Julius Brandt (* 24. Januar 1826 in Treptow an der Rega; † 11. Juli 1910 in Stettin)
- 1909–1927 Johannes Saltzwedel († 1929)
- 1927–1949 Ernst Poetter (* 14. August 1876 in Minden; † 18. Juni 1961 in Ducherow)

ab 1945 in Ducherow
- 1949–1977 Friedrich-Wilhelm Steinke
- 1977–2003 Harald Martin
- 2003–2004 Hans-Peter Göll
- 2005–2014 Martin Wilhelm
- Seit 2015 Kai Becker

### Chefärzte
- Kugler
- Emil Maske († 30. Oktober 1886)
- 1887–1896 Hans Schmid († 17. November 1896 an den Folgen einer Blutvergiftung)
- 1897–1902 Häckel
- 1902–1919 Carl Ossent († 25. April 1919)
- 1918–1942 Kurt Lichtenauer († 25. Juli 1955)
- Adolf Kahlstorf[16]

## Gebäude
- Haupthaus (1866–1871) – ul. Wawrzyniaka 7e, 7f, 7 g, 7d
- Pfarrhaus (1869–1871) – ul. Wawrzyniaka 7
- Männerbaracke (1871) – ul. Wawrzyniaka 6b – l
- Frauenstation (1882) – ul. Mickiewicza 45
- Vorsteherhaus (1890) – ul. Wawrzyniaka 6
- Operationshaus (1893) – ul. Mickiewicza 49
- Männerstation (Herrenhaus) (1893–1895) – ul. Wawrzyniaka 7b
- Neue Männerstation (1902) – ul. Wawrzyniaka 7a
- Isolierstation für Patienten mit Diphtherie und Scharlach (1905) – ul. Mickiewicza 55
- Frauenhaus (1906) – ul. Mickiewicza 47
- Röntgenabteilung und Ärztehaus (1911) – ul. Wawrzyniaka 7c
- Seminar- und Schulgebäude – ul. Wawrzyniaka 5

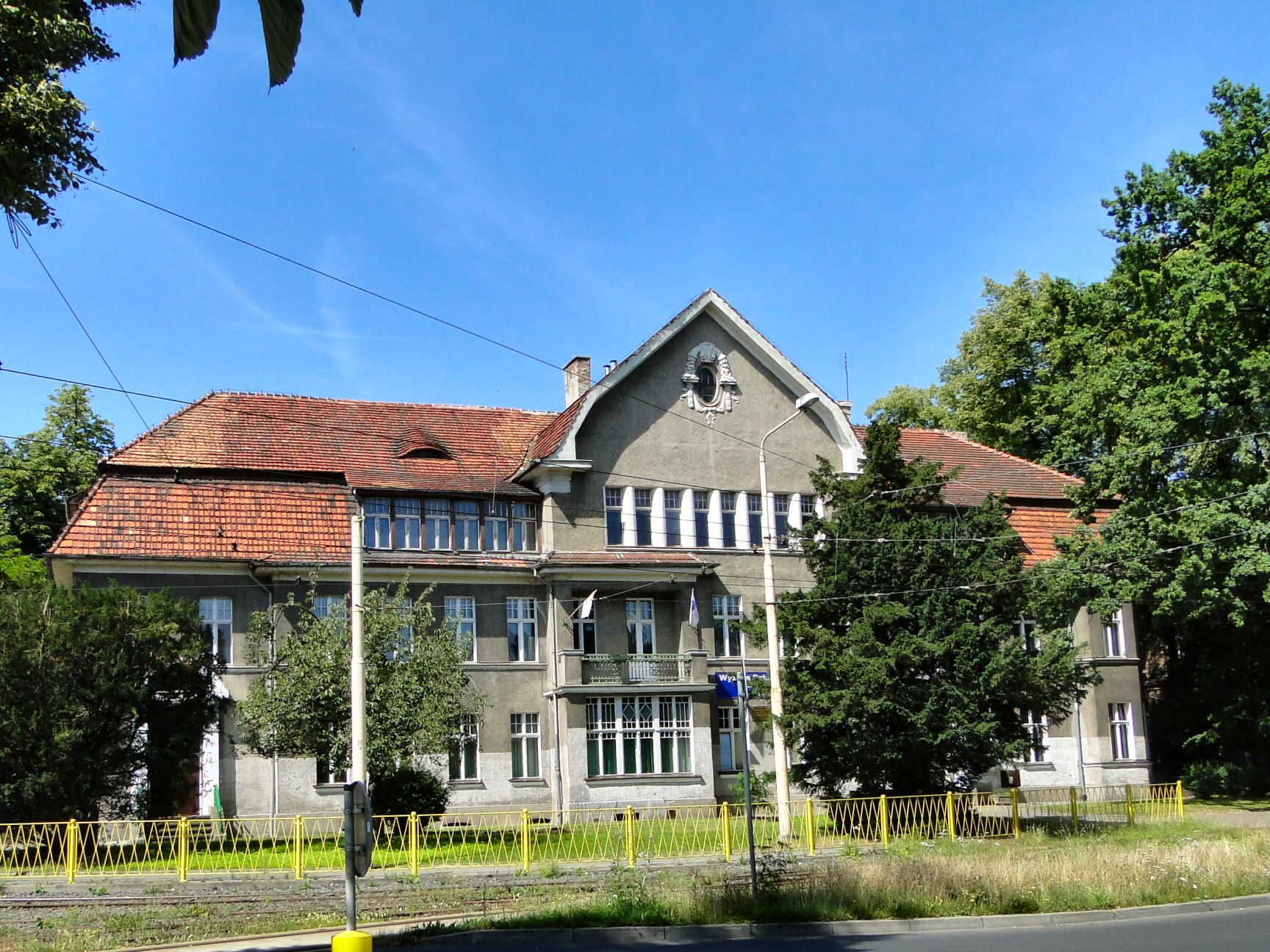
Ernestinenhof
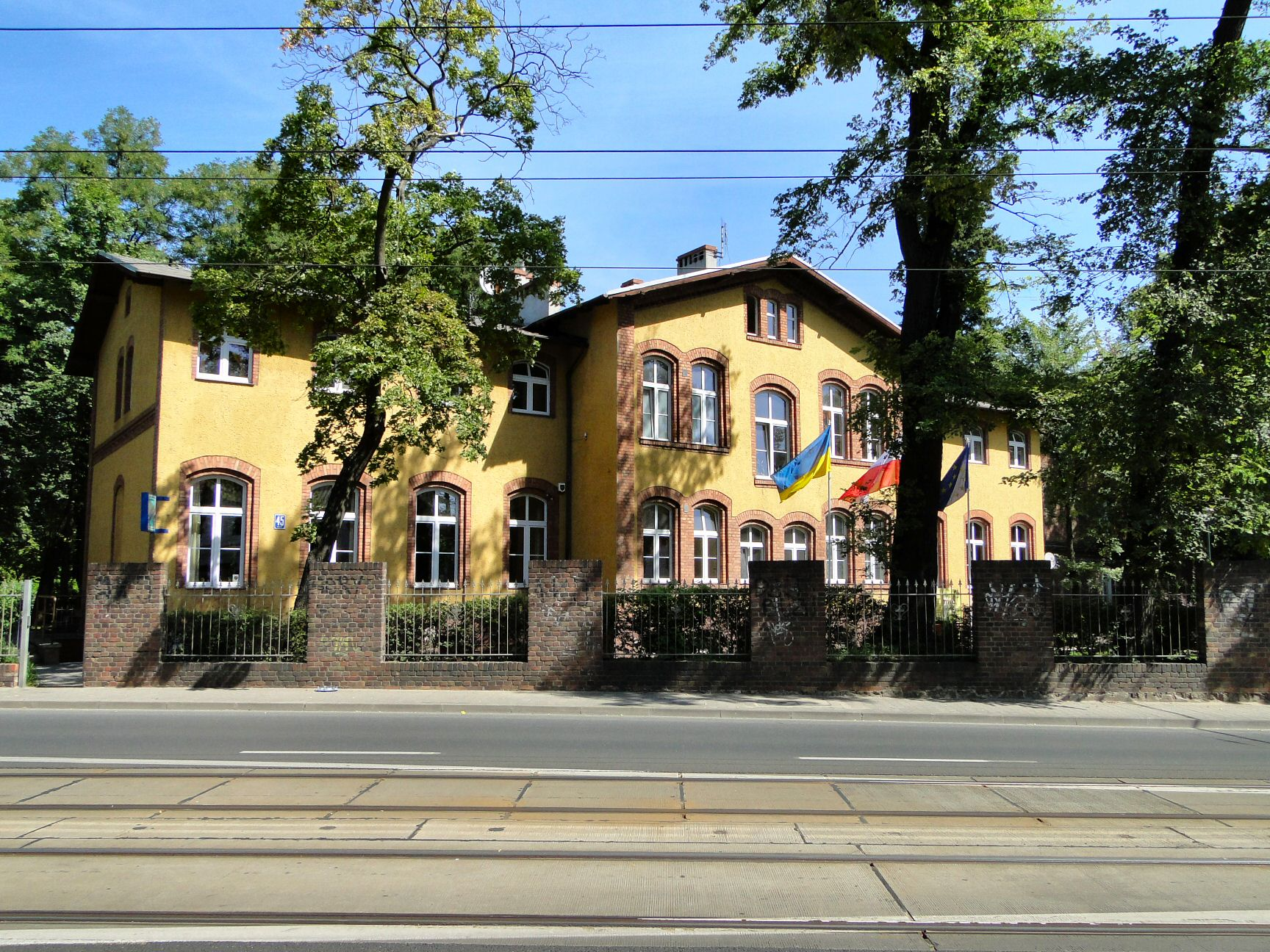
Frauenstation
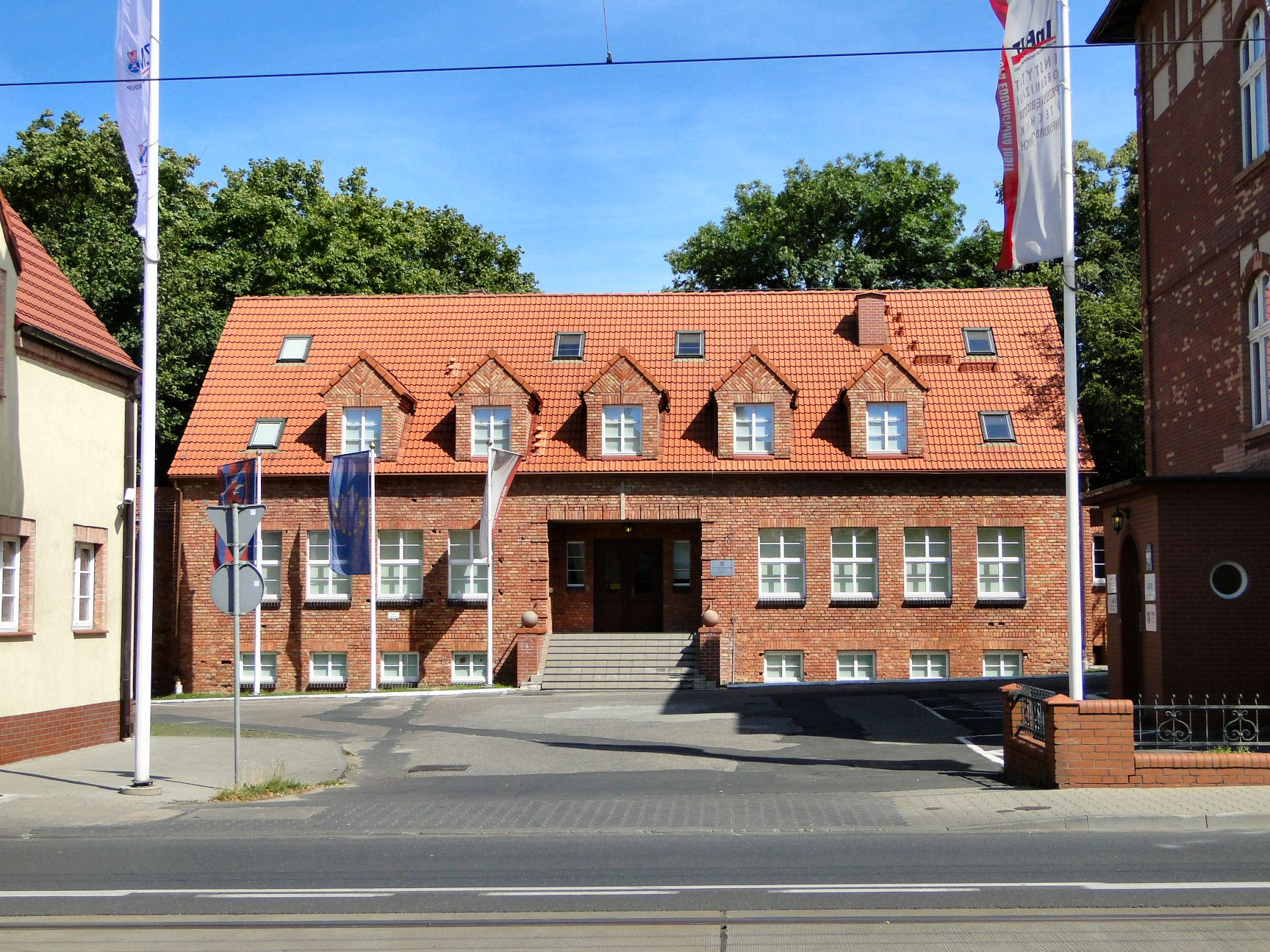
Operationshaus
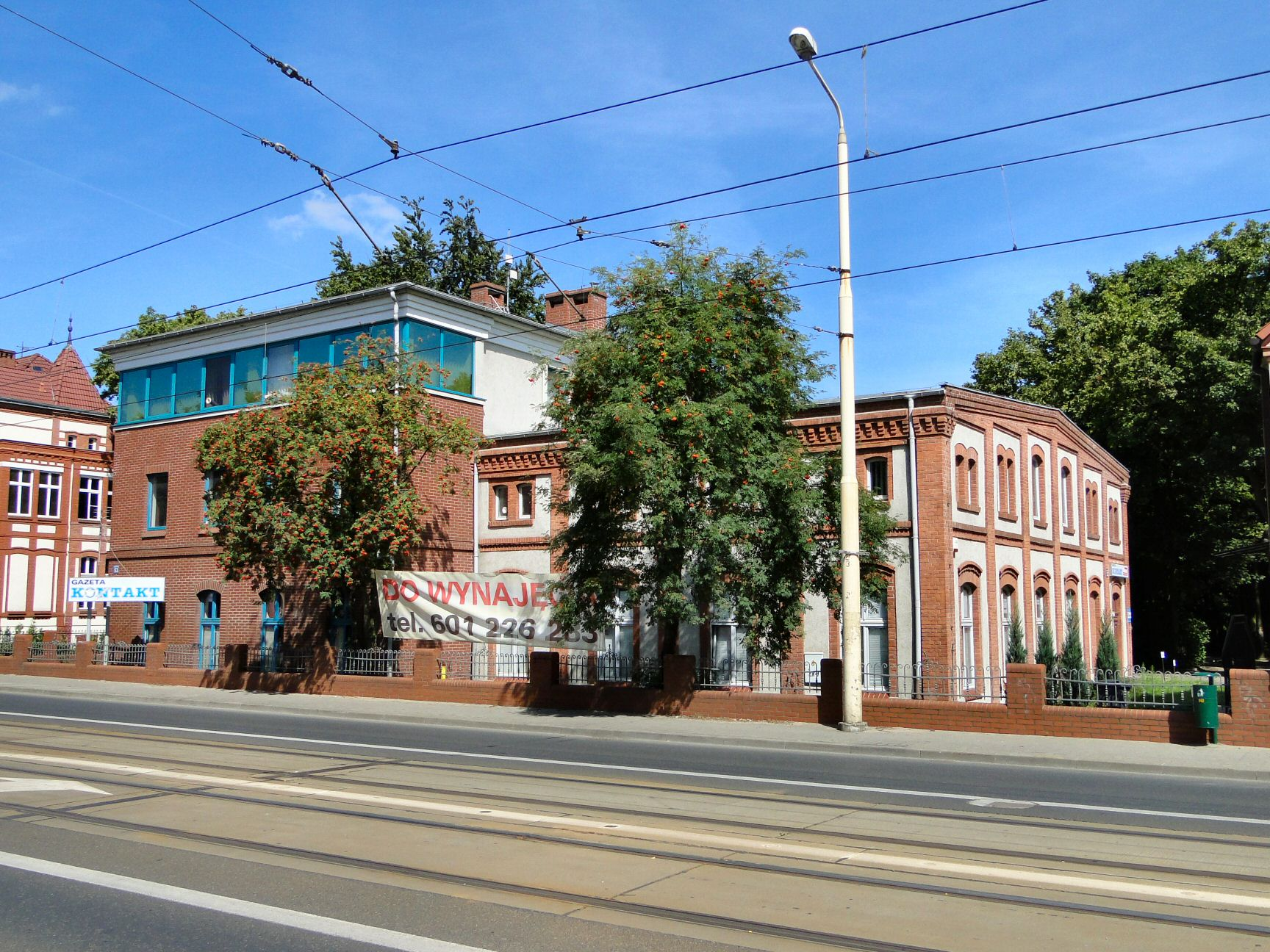
Maschinen- und Heizhaus
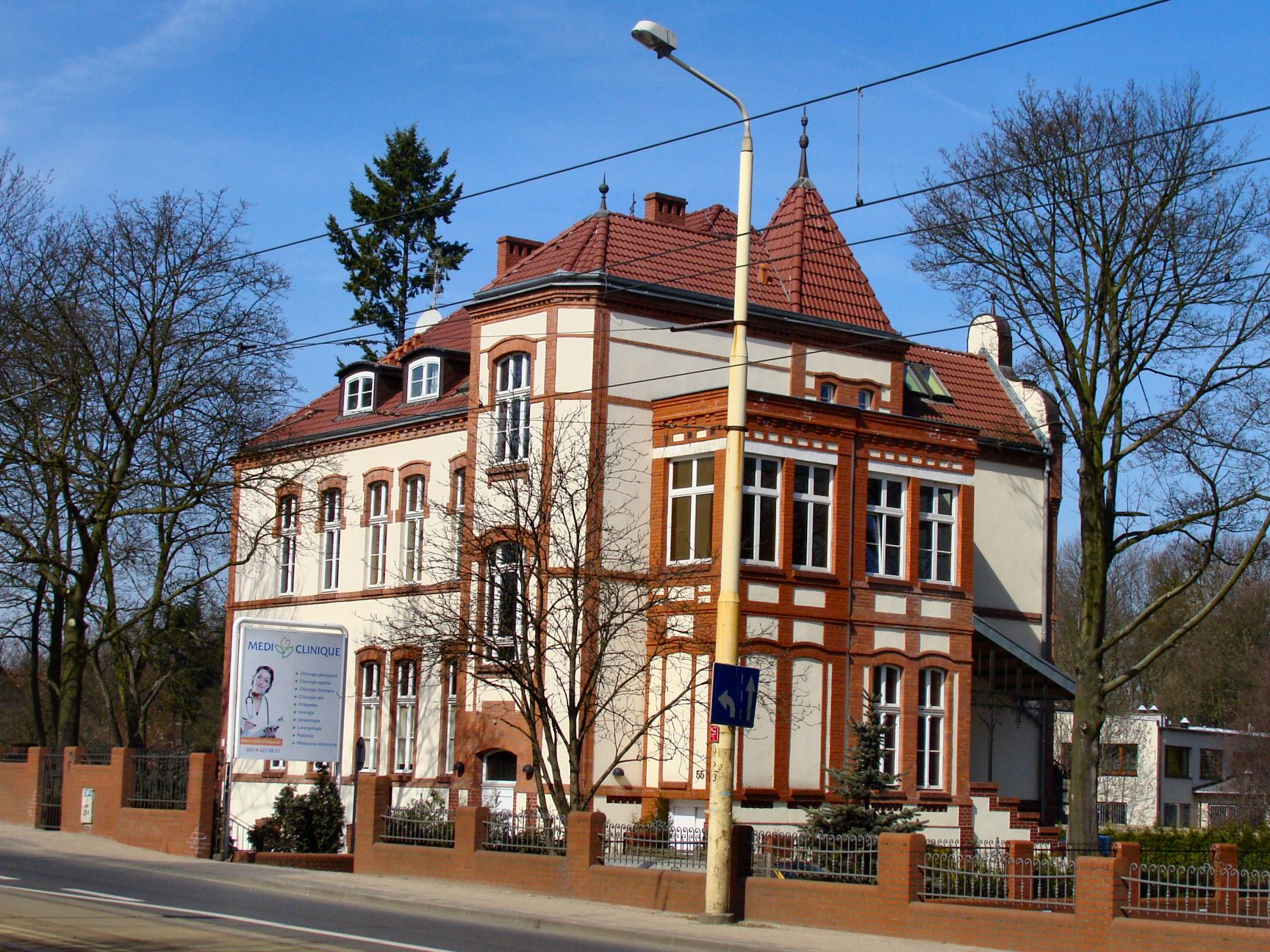
Isolierstation
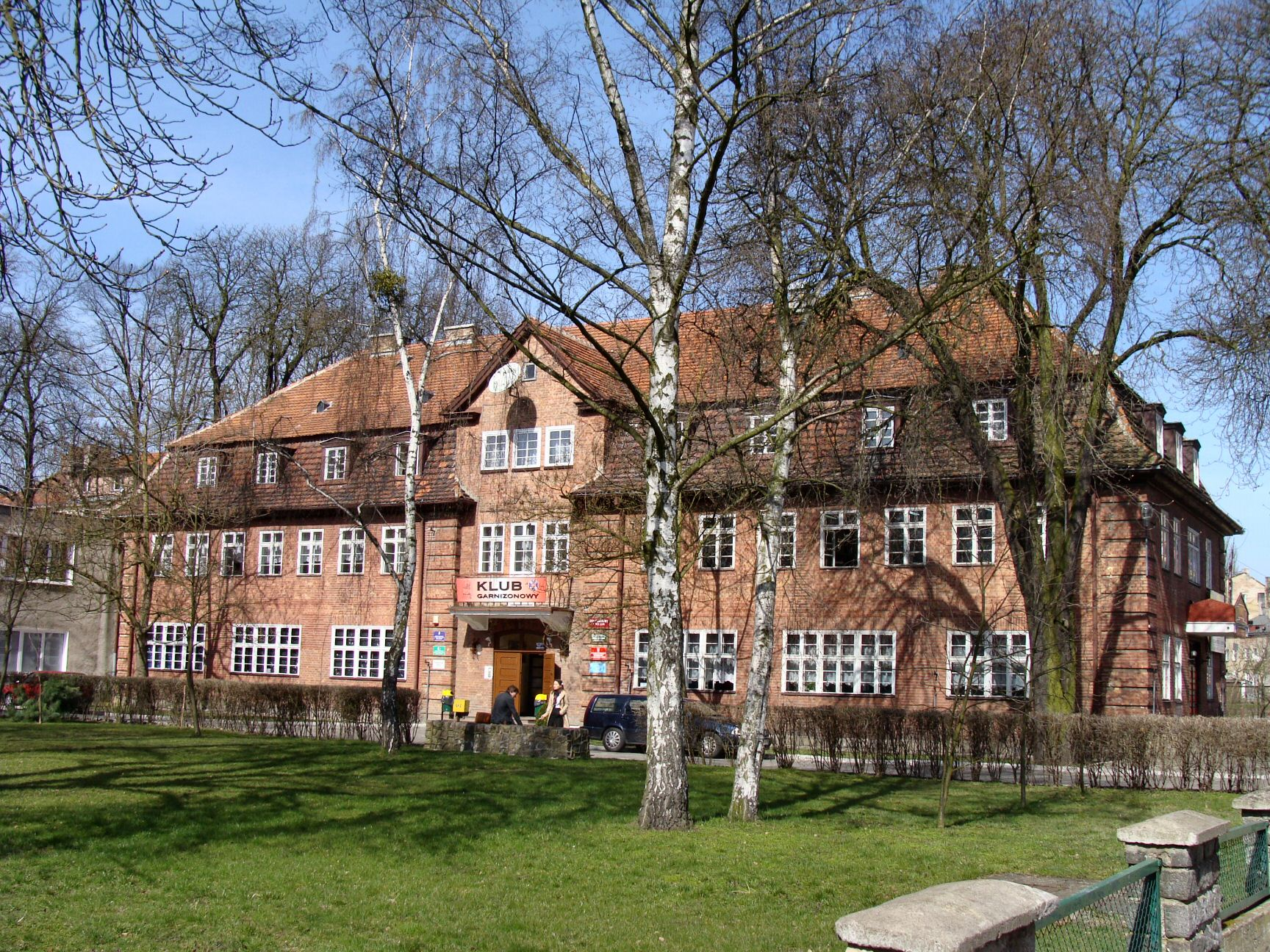
Seminargebäude
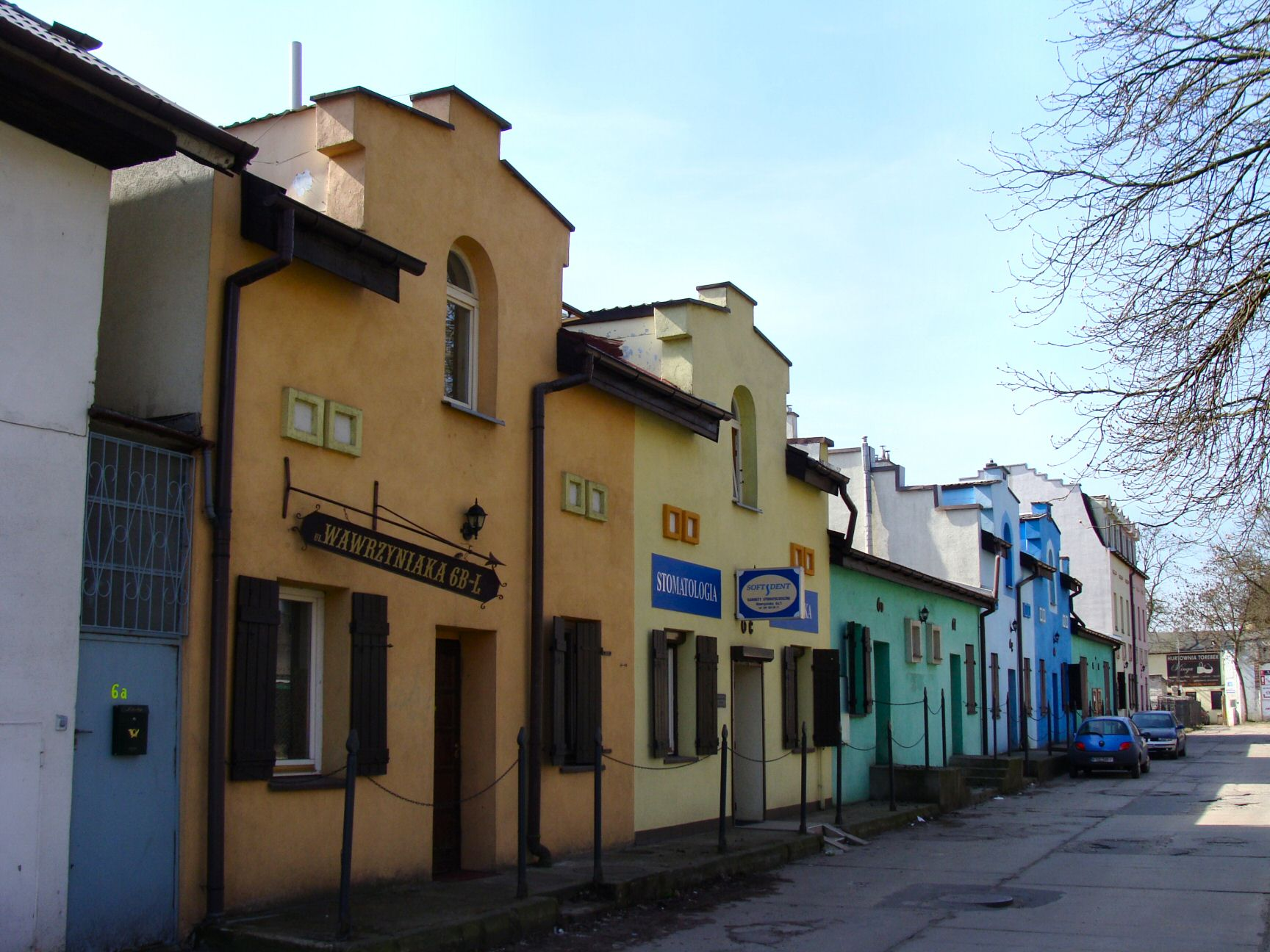
Nebengebäude
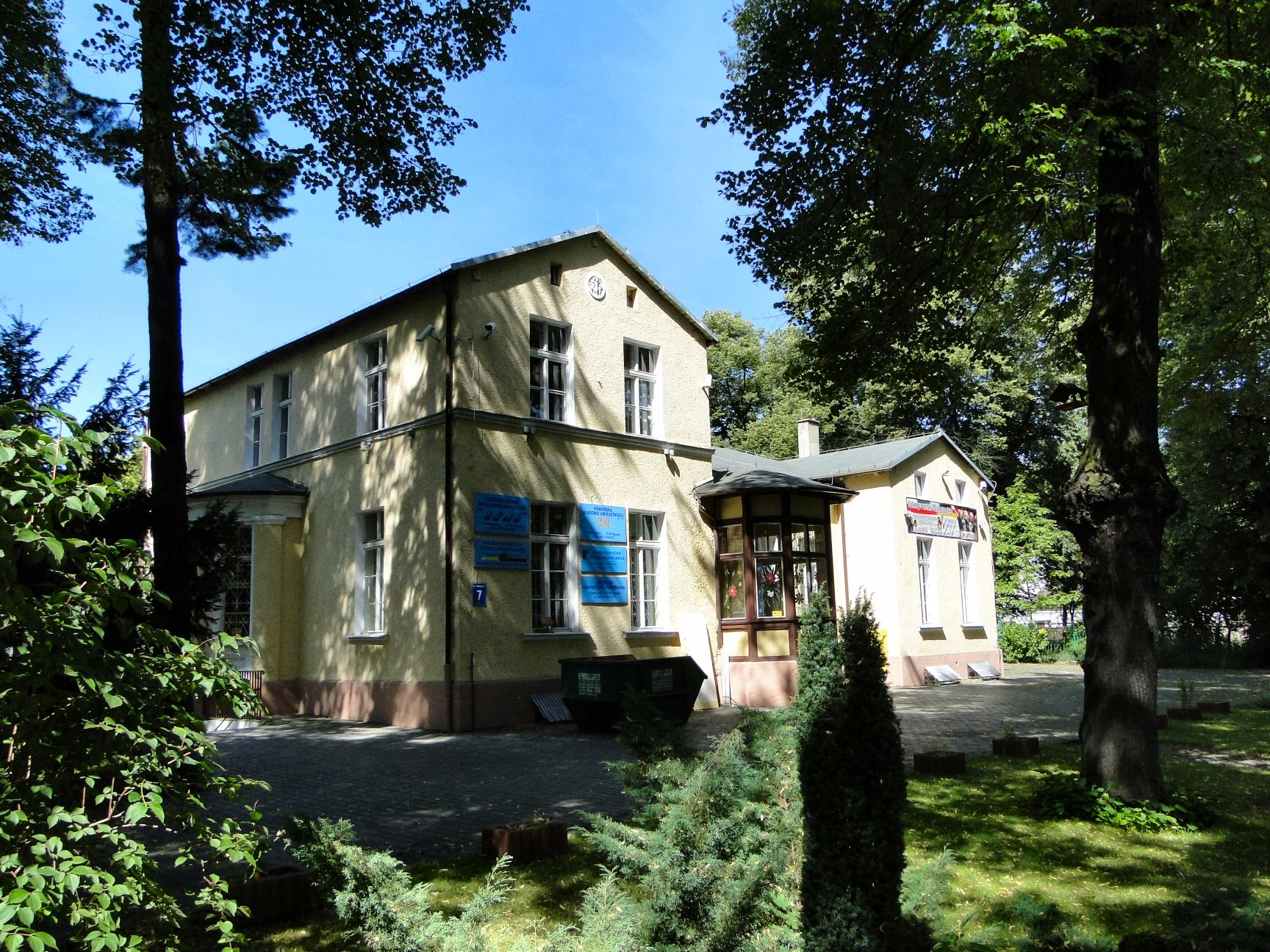
Pfarrhaus
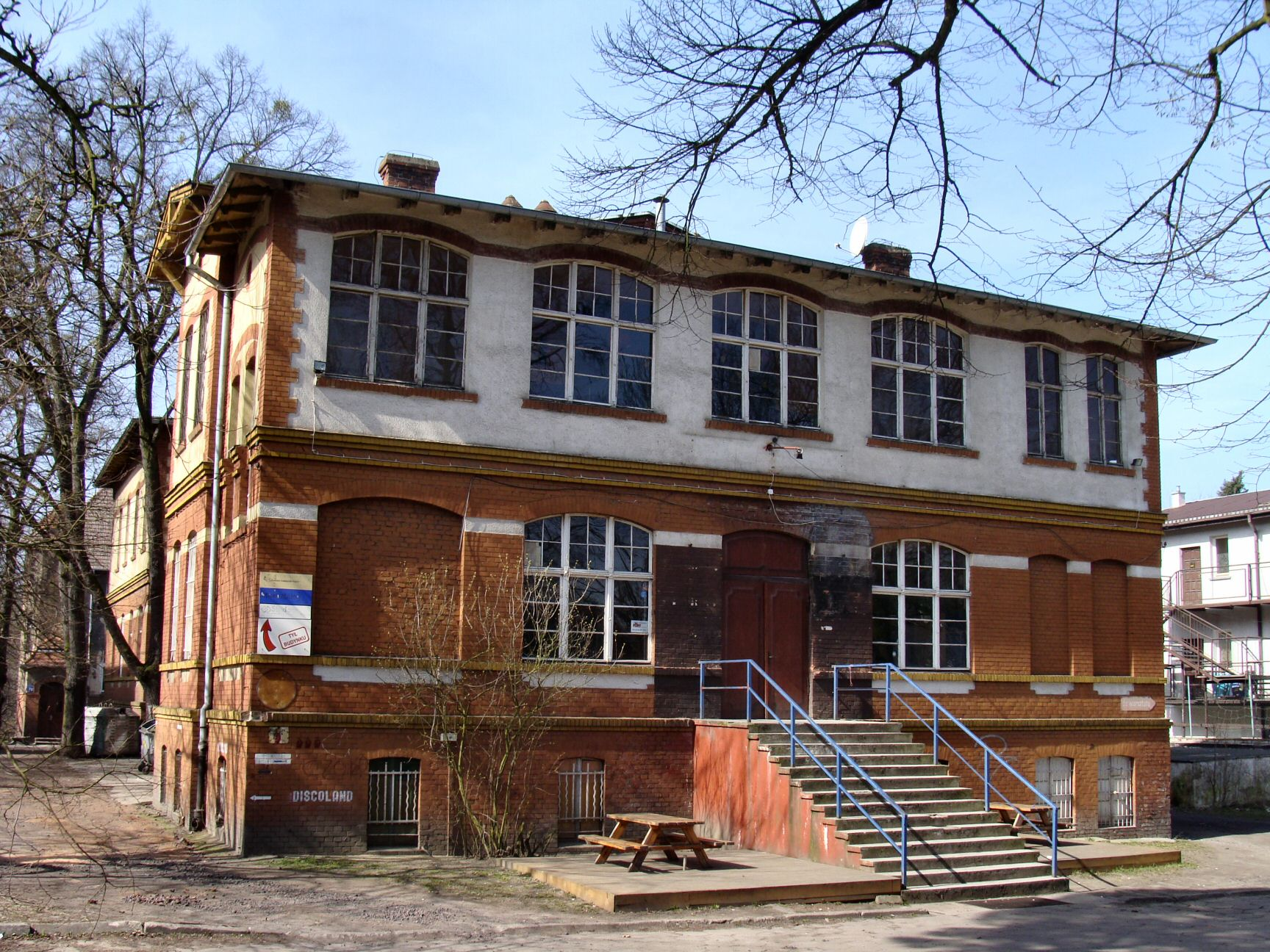
Neue Männerstation
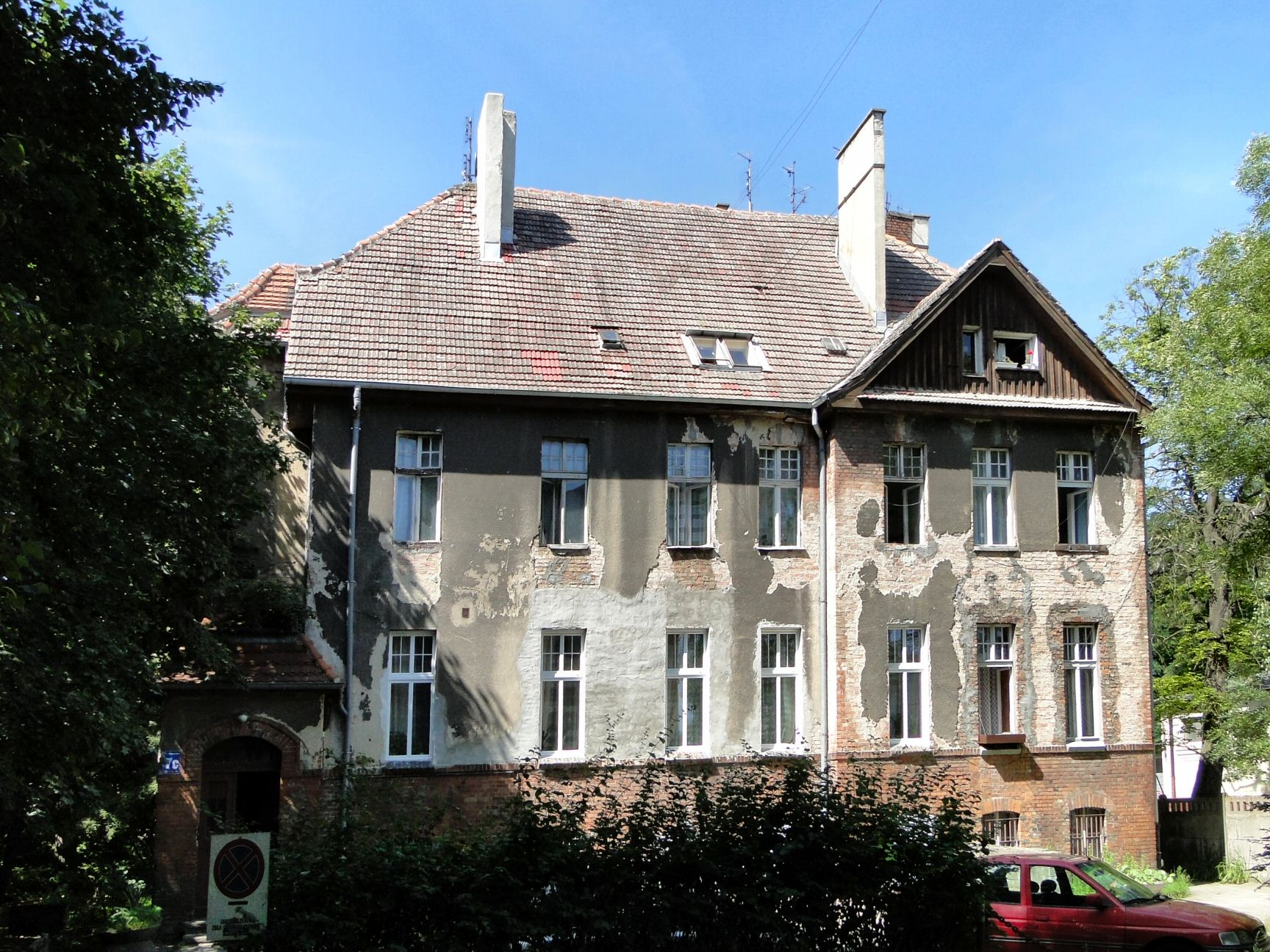
Ärztehaus

## Friedhof

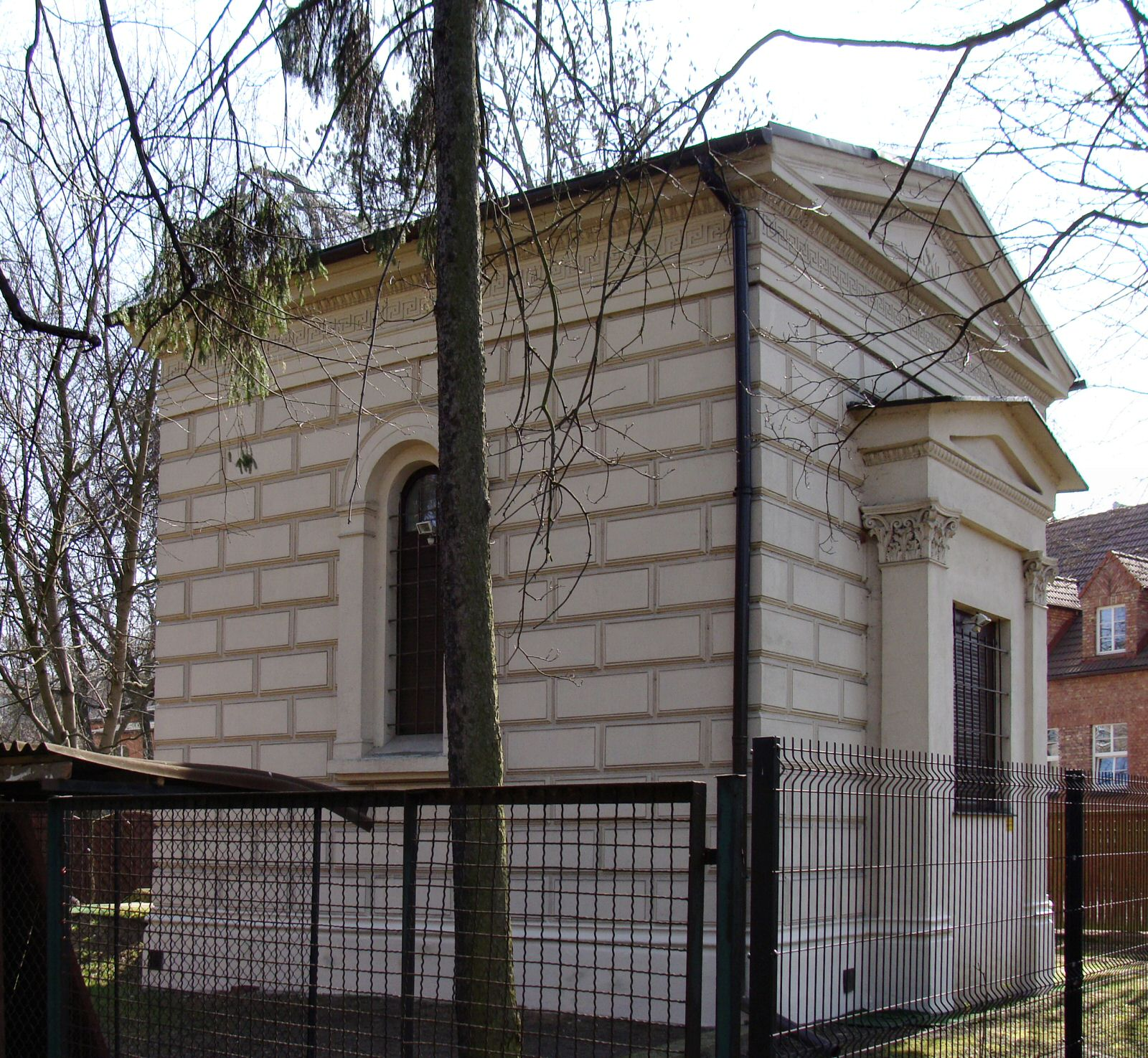
Friedhofskapelle

Die erste Diakonisse starb 1870 im Kriegseinsatz im Deutsch-Französischen Krieg an Typhus. Sie wurde als erste auf dem Schwesternfriedhof beigesetzt, der inmitten des Anstaltsgartens angelegt wurde. 1891 wurde er erweitert und erhielt Jahre 1895 eine kleine Kapelle. Auf dem Friedhof fanden neben Schwestern und Mitarbeitern auch Patienten ihre letzte Ruhe. Auch Johannes Quistorp und sein Sohn Martin wurden hier begraben.

## Evangelischer Hausfreund
Schon bei der Nachfeier zur Einweihung 1869 beschlossen Mitglieder der Provinzialsynode und Freunde der Inneren Mission die Herausgabe eines Sonntagsblattes, dessen Erträge für die Arbeit des Diakonissen- und Krankenhauses Bethanien bestimmt sein sollte. Es erschien ab dem 1. Januar 1870 unter dem Titel Evangelischer Hausfreund für Pommern.

## Literatur

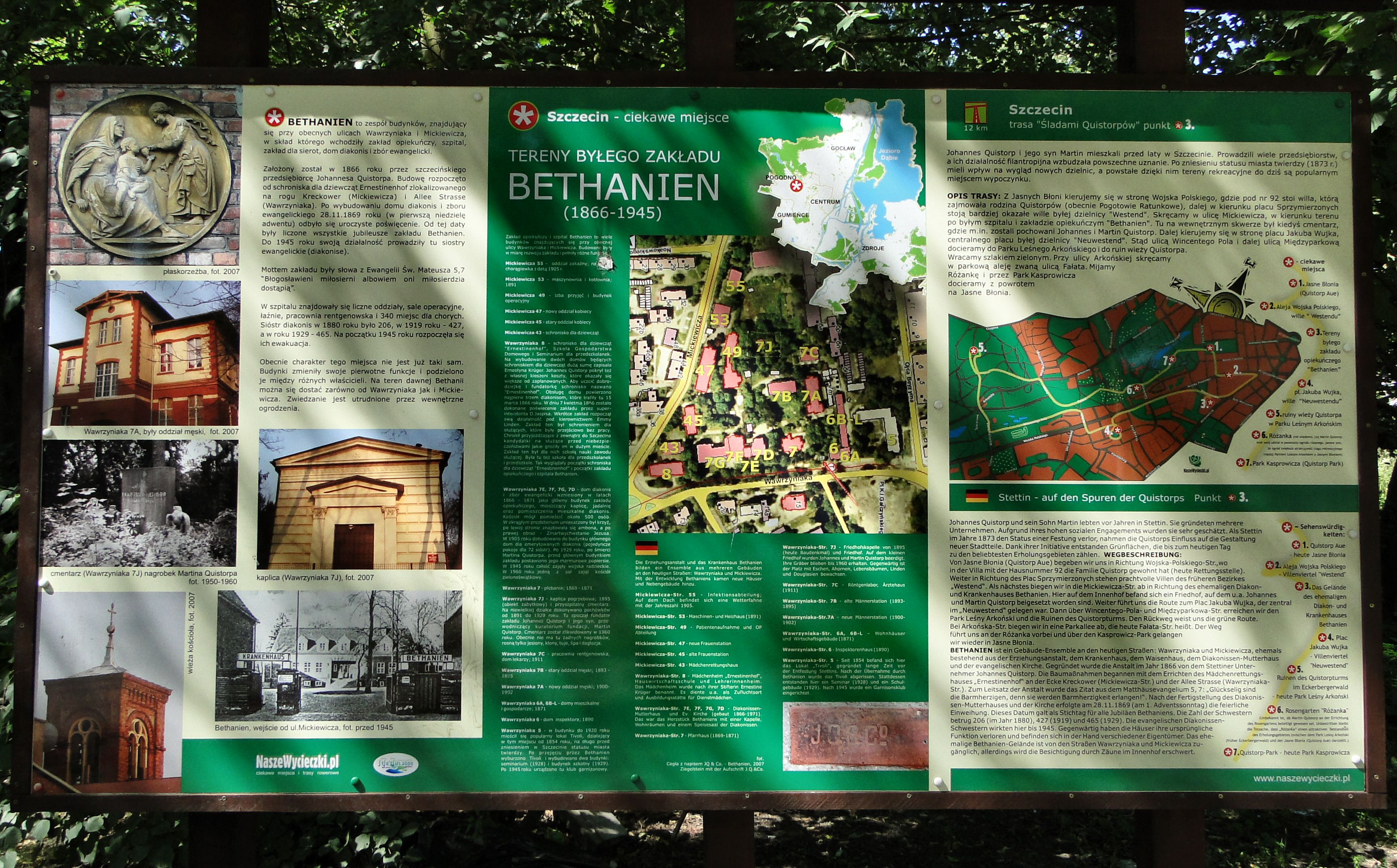
Informationstafel

## Pläne

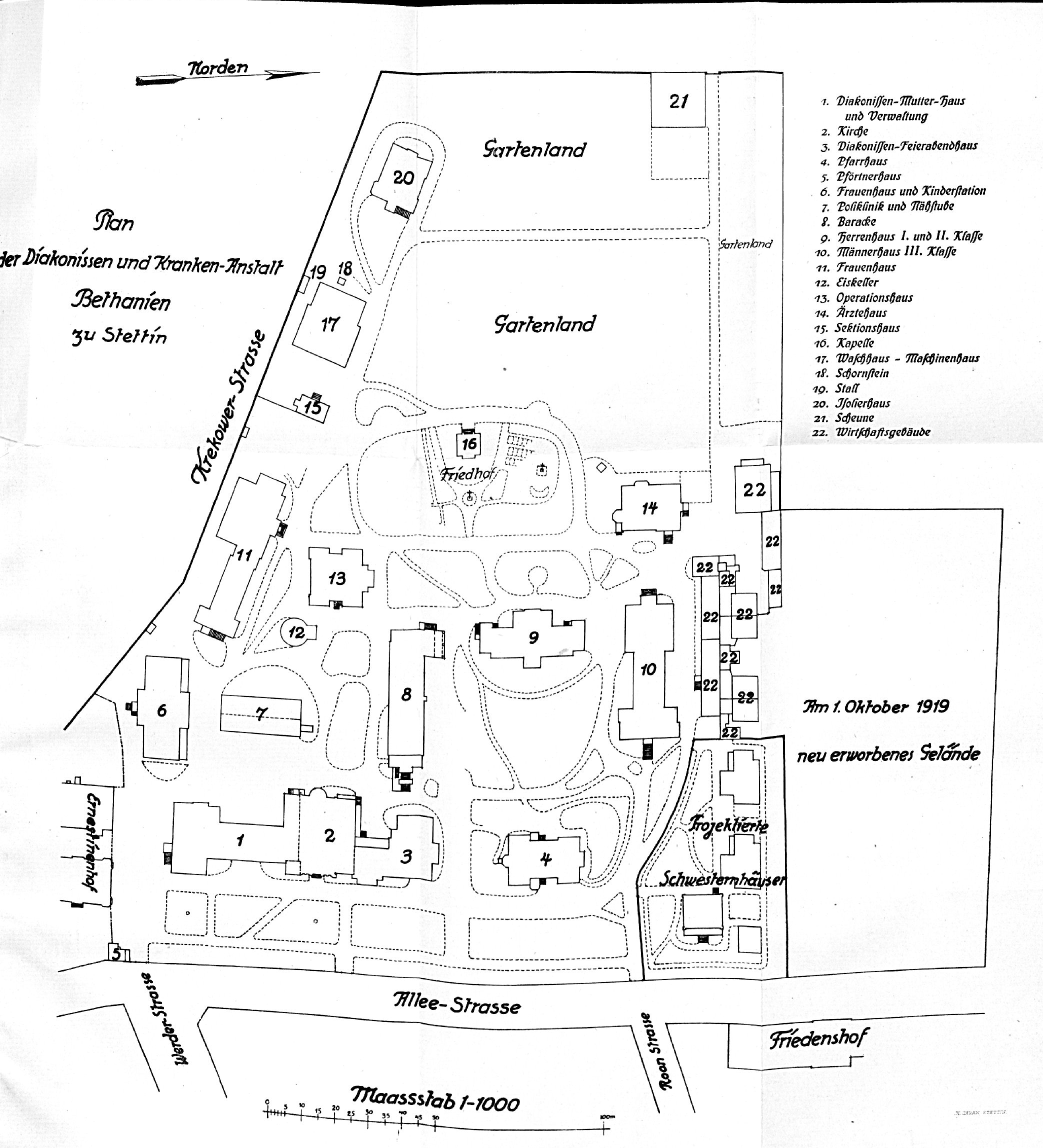
1919
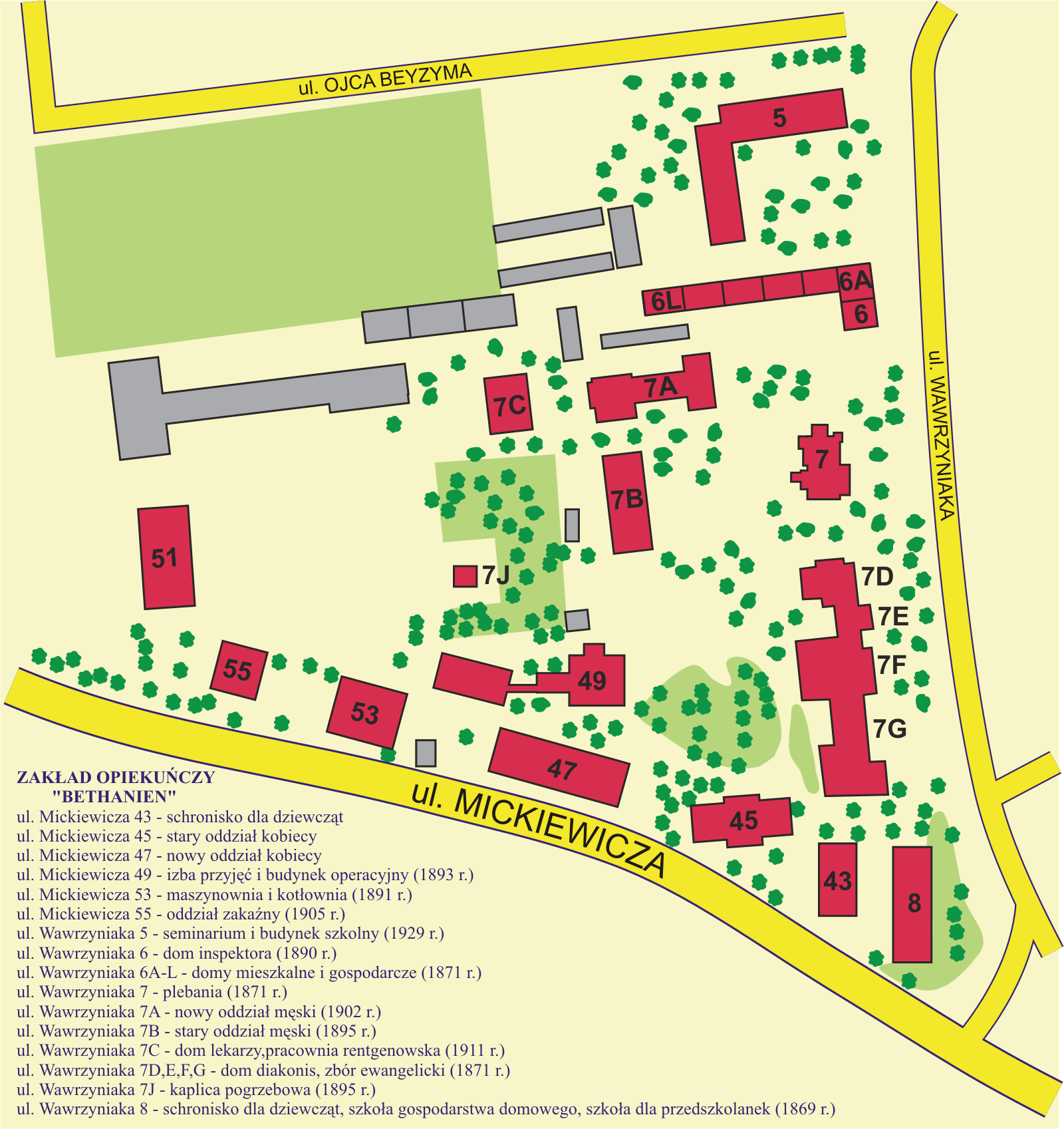